# 714
Cette page concerne l'année 714  du calendrier julien. Pour l'année 714 av. J.-C., voir 714 av. J.-C. Pour le nombre 714, voir 714 (nombre).
L'année 714 est une année commune qui commence un lundi.

## Événements
- Bataille de Toqmaq : les Chinois prennent la Dzoungarie aux Turcs orientaux[1].
- Le général arabe Qutayba ibn Muslim aurait atteint Kachgar dans le bassin du Tarim aux mains des Chinois. Il sera assassiné en 715 pour avoir refusé de reconnaître le nouveau calife[1].

### Europe
- Avril : assassinat de Grimoald II, fils de Pépin II de Herstal par un Frison à Liège, sur ordre de son beau-père Radbod[2].
- Printemps : Tariq ibn Ziyad et Musa ibn Nusair lancent une campagne dans la haute vallée de l'Ebre. Ils prennent Saragosse, León, puis Astorga[3]. L’Espagne, sauf les Asturies, les Pyrénées et quelques noyaux chrétiens isolés (Theodomir, arabisé en Tudmir, fédère quelque temps les Goths à l’est de la Sierra Nevada) devient musulmane et forme un émirat au sein du califat (715).
- Septembre : Musa ibn Nusair et Tariq ibn Ziyad, appelés par le calife al-Walid, partent pour Damas pour lui rendre des comptes sur les opérations en Espagne. Musa laisse à son fils Abd al-Aziz le soin de continuer la conquête[3].
- 16 décembre : mort de Pépin de Herstal. Théodebald, fils bâtard de Grimoald II, âgé de 6 ans, lui succède. Sa grand-mère Plectrude assume le pouvoir[4]. Troubles dans les royaumes francs à la mort de Pépin : Rébellion des Thuringes et des Alamans. Saxons et Frisons marchent sur Metz. Révolte en Aquitaine[5].

## Décès en 714
- Mai-juin : Al-Hajjaj ben Yusef, gouverneur d'Irak[6].
- 16 décembre : Pépin de Herstal, maire du palais d'Austrasie